# Lady Cathcart’s House

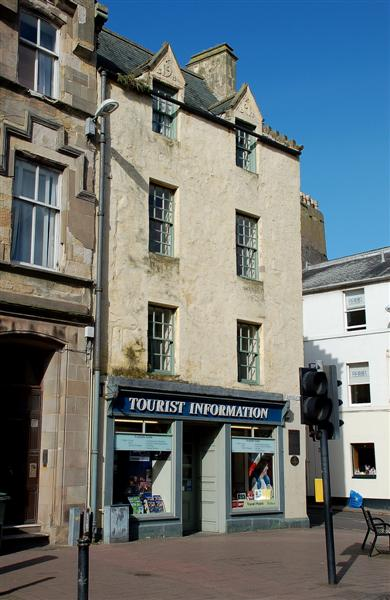
Lady Cathcart’s House

Lady Cathcart’s House ist ein Wohn- und Geschäftsgebäude in der schottischen Stadt Ayr in der Council Area South Ayrshire. 1980 wurde das Gebäude in die schottischen Denkmallisten zunächst in die Kategorie B aufgenommen. Die Hochstufung in die höchste Kategorie A erfolgte 1994. Nicht belegbaren Aussagen zufolge soll es sich um das Geburtshaus des Ingenieurs John Loudon McAdam handeln.

## Beschreibung
Das Gebäude liegt an der Kreuzung zwischen Sandgate (A719) und Cathcart Street im Zentrum von Ayr. Es ist bekannt, dass es um das Jahr 1600 erbaut und im Laufe der Jahrhunderte mehrfach überarbeitet wurde. Das Fundament von Lady Cathcart’s House liegt nur 30 cm unter der Oberfläche. Es ist auf Sand gebaut, der wahrscheinlich durch historisch belegte Sandstürme zu mittelalterlichen Zeiten angeweht wurde.
Die dreistöckige Frontseite entlang der Sandgate ist zwei Achsen weit. Ebenerdig ist ein Ladengeschäft eingerichtet. Schlichte Schaufenster flankieren die zentrale zweiflüglige Eingangstüre, die mit Glaselementen gestaltet ist. In den Obergeschossen sind Sprossenfenster verbaut; darüber verzierte Lukarnen. Die Nordostfassade entlang der Cathcart Street ist zehn Achsen weit, die nach dem Schema 2–3–5 gruppiert sind. Die Gestaltung entspricht der Frontseite. Die Fensteröffnungen sind teilweise mit Mauerwerk verschlossen. Eine Türe ist mit Pilastern und Gesimse gestaltet. Des Weiteren sind zwei schlichte Holztüren verbaut. Lady Cathcart’s House schließt mit schiefergedeckten Dächern.